# Тверська духовна семінарія
Тверська духовна семінарія — духовний навчальний заклад Тверської єпархії, заснований за зразком Києво-Могилянської академії. Існувала в Російській імперії. Першими викладачами та ректорами були українські церковні діячі.

## Історія
Створена в 1722 як початкова Слов'яно-російська школа, в лютому 1739 перетворена на семінарію. Спеціалізувалася на освіті місцевих карельських підлітків. 
До 1779 Тверська духовна семінарія розміщувалася в Феодоровському монастирі на острові в гирлі річки Тмаки.
У 1777–1779 роках було споруджено нову будівлю семінарії на території колишнього Тверського кремля.
У 1809 році, в ході реконструкції центру Твері була переведена в Отроч монастир, в 1810 році розміщена в Затьмацькій частині, поблизу храму Миколи на Звіринці.
У 1878–1881 роках на кошти П. І. Губоніна споруджено нову будівлю семінарії (архітектор В. Н. Козлов), в якій вона розташовувалося до закриття в 1918 році. З 1919 по 1941 рік в цій будівлі розташовувалася єдина трудова, потім середня школа, а з 1943 року воно стало одним з корпусів Суворовського військового училища.